# Équipe du Turkménistan de football
Cet article traite de l'équipe masculine. Pour l'équipe féminine, voir Équipe du Turkménistan féminine de football.
Maillots
Actualités
L'équipe du Turkménistan de football (Türkmenistanyň milli futbol ýygyndysy en turkmène) est l'équipe nationale qui représente le Turkménistan lors des compétitions internationales masculines de football, sous l'égide de la Fédération du Turkménistan de football. Elle consiste en une sélection des meilleurs joueurs turkmènes qui sont surnommés les Akhal-Teke.

## Histoire
Le premier match de l'équipe du Turkménistan après l'indépendance du pays est disputé le 1er juin 1992 face au Kazakhstan (victoire 1-0 du Kazakhstan).

### 2000
Le Turkménistan se qualifie pour la première fois pour une Coupe d'Asie en 2004 en terminant en tête de son groupe lors des qualifications où l'équipe a été placé dans le groupe G en compagnie des Émirats Arabes Unis, de la Syrie et du Sri Lanka. Lors de la phase de groupe de la Coupe d'Asie 2004, le Turkménistan tient en échec le vice champion en titre saoudien (2-2) puis s'incline 2-3 face à l'Irak dans un match accroché plein de rebondissements en revenant par deux fois au score; avant de perdre de justesse sur le plus petit des scores face à son voisin ouzbek. Malgré son élimination, la sélection nationale repart avec les honneurs pour avoir inscrit 4 but lors de sa première participation. A l'automne 2003, la sélection turkmène a écrasé 11-0 à Achgabat l'équipe d'Afghanistan, inscrivant la plus grande victoire de l'histoire des Chevaux Noirs. Lors du match retour, le Turkménistan a battu l'Afghanistan 2-0. Les Chevaux Noirs se sont cependant fait éliminer au 2e tour, devancé par l'Arabie saoudite. En décembre 2003, l'équipe nationale du Turkménistan entre dans le top 100 des meilleures équipes du monde au classement Fifa, atteignant la 99e position grâce aux matchs de qualifications de la Coupe d'Asie 2004 en Chine et de la Coupe du monde 2006.

### Années 2010 et 2020
En février, Ýazguly Hojageldyýew, qui travaillait avant pour HTTU Achgabat, devient le nouvel entraîneur de l'équipe nationale de football du Turkménistan. Sous sa férule, la sélection est allée au Sri Lanka pour participer au tournoi final de la l'AFC Challenge Cup 2010. Pour la première fois, l'équipe atteint la finale après avoir éliminé le Tadjikistan en demi-finale (2-0), où elle retrouve la Corée du Nord, qu'elle avait rencontré lors des phases de groupes (1-1). Après un nouveau match nul 1-1, elle s'incline aux tirs au but. La même année, la fédération de football du Turkménistan a invité le sélectionneur du FC Rubin Kazan à entraîner les Chevaux Noirs.
En mars 2011, le Turkménistan se qualifie facilement à l'AFC Challenge Cup en battant le Pakistan et Taïwan et en concédant un match nul face à l'Inde. Au cours de l'été lors du 2e tour pour les qualifications à la Coupe du Monde de 2014 au Brésil, les Chevaux Noirs sont éliminés par l'Indonésie (1-1 ; 4-3).
A l'hiver 2012, la sélection nationale a rejoint un camp d'entraînement en Turquie. En préparation à l'AFC Challenge Cup 2012, l'équipe de Ýazguly Hojageldyýew a disputé un match amical face à la Roumanie, défaite sur le score sans appel de 4-0.
En mars 2012, les Chevaux Noirs se rendent à Katmandou pour participer à la phase finale de AFC Challenge Cup 2012. La sélection nationale se défait tout d'abord des Maldives qui ont pourtant ouvert le score (3-1), fait un match nul et vierge face à la Palestine et assure sa qualification éliminant les hôtes népalais (3-0). En demi-finale, le Turkménistan élimine de justesse les Philippines 2-1 (qui menait 1-0 jusqu'à la 80e minute). Elle retrouve pour la deuxième fois consécutive la Corée du Nord en finale mais rate l'occasion de se venger de la finale précédente et est battu 1-2.
En octobre 2012, le Turkménistan a terminé à la deuxième place de la Coupe VFF 2012, battant les équipes du Vietnam et du Laos mais écrasé par la sélection universitaire de Corée du Sud.
Le 23 mars 2013, l'équipe nationale a battu le Cambodge 7-0 à Manille lors de la phase de qualification à l'AFC Challenge Cup 2014. Les Chevaux Noirs n'ont pas pu rencontrer l'équipe de Brunei qui a déclaré forfait pour des raisons personnelles. Lors de la dernière journée des qualifications, le Turkménistan est battu par les Philippines sur le plus petit des scores mais se qualifie en étant parmi les meilleurs seconds.
En janvier 2014, Rahym Kurbanmämmedov devient le nouvel entraîneur de la sélection turkmène, mais est licencié dès juin 2014 avec l'ensemble du personnel d'entraînement après avoir raté l'AFC Challenge Cup 2014 où le Turkménistan n'a pas réussi à quitter la phase de groupe, malgré une victoire 5-1 face au Laos.
En mai 2015, Amangylyç Koçumow devient le nouvel entraîneur de l'équipe du Turkménistan. Les Chevaux Noirs commencent mal le deuxième tour des éliminatoires de la Coupe du Monde 2018 avec une défaite à l'extérieur face à la faible équipe de Guam (0-1). Ils se rattrape ensuite en arrachant le nul à domicile face à l'Iran (1-1). Le Turkménistan est ensuite battu à Oman 3-1. Avant la cinquième journée, Les Chevaux Noirs sont 4ème avec seulement 1 point gagné en 3 matchs. Le Turkménistan se reprend en battant l'Inde 2-1 puis prend sa revanche sur Guam (1-0) avant de s'incliner 1-3 en Iran. Le Turkménistan prend ensuite 3 nouveaux points à domicile face à Oman (2-1). La sélection peut encore se qualifier en cas de victoire de l'équipe de Guam à Oman, suivie d'une victoire de l'Iran (qui a déjà assuré sa qualification en battant l'Inde déjà éliminée lors de la 9e journée) sur Oman combinée à une victoire des turkmènes en Inde. Mais Oman s'impose sur le plus petit des scores face à Guam et élimine au passage le Turkménistan, malgré sa victoire 1-2 sur l'Inde et de la victoire de la Team Melli contre Oman. L'équipe nationale se qualifie cependant pour le 3e tour qualificatif pour la Coupe d'Asie des nations 2019 (en) lors desquelles elle a été placée dans le groupe E (en) en compagnie de Bahreïn, de Taïwan et de Singapour.
Le 10 octobre 2017, après quatre journées disputées, le Turkménistan pointe provisoirement à la 2e place du groupe E, devancé par Bahreïn à la différence de buts particulière, mais devant Taïwan et Singapour, avec 7 points (deux victoires, un match nul et une défaite). Le 14 novembre 2017, les Chevaux Noirs s'imposent à domicile contre Taïwan (2-1) et se qualifient pour la Coupe d'Asie 2019, l'équipe disputera ainsi la 2e phase finale continentale de son histoire.
Placé dans le Groupe F lors de la Coupe d'Asie 2019, le Turkménistan réalise une prestation plus qu'honorable lors du premier match contre le Japon, passant tout près de l'exploit contre le quadruple vainqueur de l'épreuve et huitième de finaliste de la dernière Coupe du Monde russe (défaite in extremis 2-3 après avoir mené au score à la mi-temps). Cependant, la sélection subit deux nouveaux revers, contre l'Ouzbékistan (0-4) puis contre Oman (1-3) et quitte à nouveau la compétition au 1er tour, comme en 2004.
Lors du 2e tour des éliminatoires de la Coupe du monde 2022, le Turkménistan hérite du groupe H en compagnie du Liban, de la Corée du Nord, de la Corée du Sud et du Sri Lanka. Au bout de 5 matchs disputés, les Chevaux Noirs pointent provisoirement à la 1re place du groupe avec 9 points, mais également avec un match disputé de plus que les Sud-Coréens favoris de la poule ; grâce à 3 victoires (acquises à l'aller comme au retour sur le Sri Lanka sur le score de 2-0 à chaque fois et à domicile sur la Corée du Nord 3-1, la première de leur histoire face aux Chollima) contre 2 défaites (à domicile face à la Corée du Sud 0-2 et à l'extérieur contre le Liban 1-2).
Cependant, le 16 mai 2021, l'AFC annonce le retrait de la Corée du Nord des éliminatoires ; les craintes liées à la pandémie de Covid-19 seraient à l'origine de ce forfait, à l'instar du forfait du pays pour les Jeux olympiques de 2020. La FIFA et l'AFC ont décidé que tous les résultats des matchs disputés par la Corée du Nord depuis le début du 2e tour de qualification ne sont plus comptabilisés pour le classement du groupe, ce qui pénalise de facto le Turkménistan au nouveau classement, avec 2 victoires et 2 défaites, puisque le succès sur les Chollima n'est plus comptabilisé. Le 5 juin 2021, les Chevaux Noirs chutent lourdement en Corée du Sud (0-5) et sont mathématiquement éliminés de la course à la Coupe du monde, puisque le Liban a un peu plus tôt battu le Sri Lanka 3-2 et compte - tout comme la Corée du Sud - 4 longueurs d'avance sur les Turkmènes qui n'ont plus qu'une rencontre à disputer.
Le Turkménistan est éliminé en phase de poules de la première édition de la Coupe d'Asie centrale des nations de football en juin 2023.

## Sélection actuelle
Les joueurs suivants disputeront un match amical contre la  Thaïlande le 27 mai 2022, et trois matches comptant pour les Éliminatoires de la Coupe d'Asie des nations de football 2023 en juin 2022,.
Gardiens
- Rasul Çaryýew
- Batyr Babaýew
- Dovletmukhammed Dzhallov

Défenseurs
- Mekan Saparow
- Zafar Babajanow
- Gurbangeldi Batyrow
- Güýçmyrat Annagulyýew

Milieux
- Ahmet Ataýew
- Ilýa Tamurkin
- Vezirgeldy Ilyasov
- Myrat Annaýew
- Furkat Tursunow
- Welmyrat Ballakow
- Rovshengeldy Khalmammedov
- Begençmyrat Myradow
- Berdimurad Rezhebov
- Yhlas Saparmammedov
- Begmyrat Baýow

Attaquants
- Arslanmyrat Amanow
- Altymyrat Annadurdyýew
- Elman Tagaýew
- Mihail Titow
- Rahman Myratberdiýew

## Classement FIFA
| Année              | 1994 | 1995 | 1996 | 1997 | 1998 | 1999 | 2000 | 2001 | 2002 | 2003 | 2004 | 2005 | 2006 | 2007 | 2008 | 2009 | 2010 | 2011 | 2012 | 2013 | 2014 | 2015 | 2016 | 2017 | 2018 | 2019 | 2020 | 2021 | 2022 | 2023 | 2024 |
| ------------------ | ---- | ---- | ---- | ---- | ---- | ---- | ---- | ---- | ---- | ---- | ---- | ---- | ---- | ---- | ---- | ---- | ---- | ---- | ---- | ---- | ---- | ---- | ---- | ---- | ---- | ---- | ---- | ---- | ---- | ---- | ---- |
| Classement mondial | 108  | 133  | 141  | 134  | 122  | 129  | 125  | 114  | 134  | 99   | 98   | 116  | 155  | 127  | 148  | 141  | 135  | 146  | 129  | 135  | 147  | 119  | 142  | 114  | 127  | 129  | 132  | 133  | 135  | 141  | 143  |

## Palmarès

### Parcours enCoupe du monde
| Année | Position                      |      | Année                                      | Position |                   | Année | Position |
| 1930  | Membre de l' Union soviétique | 1974 | Turkménistan membre de l' Union soviétique | 2010     | Tour préliminaire |       |          |
| 1934  | Membre de l' Union soviétique | 1978 | Turkménistan membre de l' Union soviétique | 2014     | Tour préliminaire |       |          |
| 1938  | Membre de l' Union soviétique | 1982 | Turkménistan membre de l' Union soviétique | 2018     | Tour préliminaire |       |          |
| 1950  | Membre de l' Union soviétique | 1986 | Turkménistan membre de l' Union soviétique | 2022     | Tour préliminaire |       |          |
| 1954  | Membre de l' Union soviétique | 1990 | Turkménistan membre de l' Union soviétique | 2026     | Tour préliminaire |       |          |
| 1958  | Membre de l' Union soviétique | 1994 | Non inscrite                               | 2030     | À venir           |       |          |
| 1962  | Membre de l' Union soviétique | 1998 | Tour préliminaire                          | 2034     | À venir           |       |          |
| 1966  | Membre de l' Union soviétique | 2002 | Tour préliminaire                          |          |                   |       |          |
| 1970  | Membre de l' Union soviétique | 2006 | Tour préliminaire                          |          |                   |       |          |

### Parcours enCoupe d'Asie
| Année | Position                      |      | Année                         | Position |                        | Année | Position |
| 1956  | Membre de l' Union soviétique | 1984 | Membre de l' Union soviétique | 2011     | Non inscrite           |       |          |
| 1960  | Membre de l' Union soviétique | 1988 | Membre de l' Union soviétique | 2015     | Tour préliminaire      |       |          |
| 1964  | Membre de l' Union soviétique | 1992 | Membre de l' Union soviétique | 2019     | 1er tour               |       |          |
| 1968  | Membre de l' Union soviétique | 1996 | Non inscrite                  | 2023     | Tour préliminaire      |       |          |
| 1972  | Membre de l' Union soviétique | 2000 | Non inscrite                  | 2027     | Éliminatoires en cours |       |          |
| 1976  | Membre de l' Union soviétique | 2004 | 1er tour                      |          |                        |       |          |
| 1980  | Membre de l' Union soviétique | 2007 | Non inscrite                  |          |                        |       |          |

## Sélectionneurs
- 1992-2002 :  Rakhim Kurbanmamedov
- 1997-1999 :  Kurban Berdyev
- 2002 :  Volodymyr Bezsonov
- 2004-2008 :  Rahim Kurbanmamedov
- 2008-2009 :  Ibrahim Aoudou
- 2009-2010 :  Boris Grigoryants
- 2010-2013 :  Yazguly Hojageldiyev
- 2014 :  Rahym Gurbanmämmedow
- 2015-2016 :  Amangylyç Koçumow
- 2017-2019 :  Yazguly Hojageldiyev
- 2019-2020 :  Ante Miše
- 2021 :  Röwşen Muhadow
- 2021 :  Yazguly Hojageldiyev
- 2022 :  Said Seýidow[11],[12]
- 3 janvier 2023-2025 :  Mergen Orazov[13]
- 2025- :  Rovshen Meredov